# Saron (König)
Saron (altgriechisch Σάρων) war in der griechischen Mythologie der dritte König von Troizen in der Region Ost-Peloponnes. Er folgte Althepos auf den Thron. Der Name seines direkten Nachfolgers wurde nicht überliefert. Pausanias sagt, dass nach einigen Generationen die Brüder Hyperes und Anthas regierten. Er erbaute am Psifäischen See einen Tempel für die saronische Artemis.
Der Sage nach stürzte Saron bei der Jagd auf eine Hirschkuh in den Psifäischen See und ertrank. Als man seinen Leichnam am Strand fand, begrub man ihn im Artemisheiligtum am See. Der Meerbusen, in dem er ertrank, wurde nach ihm Saronischer Golf und die Inseln darin Saronische Inseln genannt. Sein Heroon wurde in der Nähe des Psifäischen Sees bei Kaloni und Metamorphosi vermutet. Er wurde dort und am Bosporus als Meeresdämon verehrt.
Auch eine Stadt und ein Fluss in Troizen sollen nach ihm benannt sein. Die Stadt Troizen selbst soll auch Saronia genannt worden sein. Das Fest, das man alljährlich der Artemis feierte und Saron gestiftet hatte, nannte man Saronien.